# 원자력

원자력 발전소

원자력(原子力, 영어: atomic energy), 핵발전(核發電, 영어: nuclear power)이란 방사성원소의 원자핵 붕괴(방사선 붕괴 포함) 또는 원자핵의 질량 변화에 의해 방출되는 에너지를 동력자원으로 활용하는 경우를 말하며, 일반적으로 핵분열과 핵융합 과정을 통해 에너지를 생산하는 방식이 알려져 있다.
원자력이 처음 규명된 이후 군사(핵무기), 의학(방사선 치료기), 발전(전기 생산), 가속기(과학적 연구), 산업(비파괴 검사) 등 다양한 분야에서 이용되고 있으며, 그 중에서도 가장 널리 이용되고 있는 분야가 발전이다.
핵에너지 생성의 3가지 유형인 핵분열, 핵융합, 방사성 붕괴 중에서 현재 원자력발전에 이용되는 것은 핵분열 방식이다. 핵융합 방식은 아직 연구 단계에 있으며, 방사성 붕괴에 의한 핵에너지는 그 양이 상대적으로 미량이어서 직접 발전에 이용하기 힘들다. 따라서 우라늄 같은 방사성 물질을 원자로에서 인공적으로 분열시켜 나오는 원자력 에너지로 발전을 한다.
사실 핵분열을 이용한 원자력 에너지가 처음 이용된 것은 무기 분야가 먼저이다. 제2차 세계대전 중에 미국에서 실시한 맨해튼 프로젝트의 결과 최초의 핵무기 폭발실험이 이루어진 뒤 1945년 8월 6일과 9일에 일본의 히로시마와 나가사키에 각각 원자폭탄이 투하되어 수십만 명을 사망에 이르게 하였다. 이후 미국과 구소련을 중심으로 많은 나라들이 경쟁적으로 핵무기 개발에 몰두하나, 원자폭탄 투하의 참상을 목격한 과학자와 정치인들은 원자력의 평화적 이용을 강조하면서 원자로를 개발하기 시작해 원자력을 에너지 발전에 이용하게 되었다.
전 세계의 화력, 원자력, 수력, 풍력, 태양열 등 전기를 생산하는 방식 중 현재 가장 큰 비중을 차지하는 것은 화력과 원자력 발전 방식이다. 화력발전은 석탄, 석유 가스와 같은 화석연료의 연소에 의한 에너지를 열에너지로 변환하여 증기를 생산한 후 이 증기를 이용하여 터빈, 발전기를 돌려 전기를 생산하는 방식이고, 원자력발전은 핵분열 반응에서 나온 에너지를 이용하여 물을 끓여 증기를 생산하고 이 수증기의 힘으로 터빈을 돌려 전기를 생산하는 방식이다. 두 방식 모두 물을 끓여 증기의 힘으로 터빈과 발전기를 돌려 전기를 생산하지만, 에너지 발생 효율에서는 엄청난 차이가 난다.
원자력발전에서 주로 사용하는 핵분열 물질인 우라늄-235 1kg을 모두 핵분열시키면 약 2x1013cal의 에너지가 나오며 이와 동일한 에너지를 발생시키기 위해 석유는 약 9,000드럼, 석탄은 약 3,000톤이 필요하다.
일반적으로 핵분열 조각은 불안정하기 때문에 방사선을 방출하면서 차례로 붕괴되어 일정한 붕괴계열을 거쳐 마침내는 안정핵종으로 된다. 이들 핵조각 및 붕괴과정에서 생긴 핵종을 핵분열 생성물이라 한다.
핵분열로 생긴 중성자를 이용하여 어느 세대의 처음에 있었던 중성자 수에 대하여 그 세대의 마지막에 있는 중성자 수의 비, 즉 증배계수가 1이 되는 임계상태를 지속적으로 유지할 수 있도록 연쇄반응을 조절, 운전하는 장치가 원자로이다. 다시 말해서 원자로는 우라늄(U), 플루토늄(Pu), 토륨(Th) 등이 핵분열성 물질을 연료로 사용하여 그 핵분열의 연쇄반응을 제어하면서 에너지를 끄집어 내거나 강한 중성자원을 만드는 장치이다.
2009년 원자력은 전 세계 전력의 15%를 차지하고 있으며, 또한 151척 이상의 선박에서 원자로를 동력으로 사용하고 있다.

## 역사
원자력의 역사는 X선의 발견에서 시작한다. 1895년 독일 과학자 뢴트겐은 진공관들을 이용한 실험 중 우연히 X선을 발견함으로써 처음으로 방사선의 존재를 확인하였다. 당시 뢴트겐은 미지의 광선이라 생각하여 X선이라는 이름을 붙였다. 이후 1896년 프랑스 과학자 베크렐이 우라늄광석을 관찰하던 중 광석에서 X선과 비슷한 광선이 방출되는 것을 발견하였다. 새로운 광선은 베크렐선으로 불렸는데, 1898년 프랑스의 퀴리 부부가 우라늄 외에도 몇몇 광물들이 베크렐선 같은 광선을 내는 것을 발견, 이들 광물에서 광선이 방출되는 현상을 방사능이라고 명명했다. 그리고 계속된 연구를 통해 마침내 폴로늄과 라듐을 발견한다.
원자가속엔진은 핵분열로 생긴 중성자를 이용하여 어느 세대의 처음에 있었던 중성자 수에 대하여 그 세대의 마지막에 있는 중성자 수의 비, 즉 증배계수가 1이 되는 임계상태를 지속적으로 유지할 수 있도록 연쇄반응을 조절, 운전하는 장치가 원자로이다. 다시 말해서 원자로는 우라늄(U), 플루토늄(Pu), 토륨(Th) 등이 핵분열성 물질을 연료로 사용하여 그 핵분열의 연쇄반응을 제어하면서 에너지를 끄집어 내거나 강한 중성자원을 만드는 장치이다.
1930년엔 독일의 보테와 베커가 알파선(알파입자)을 베릴륨이나 붕소에 충돌시키면 강한 투과력을 가지는 입자가 방출되는 것을 실험으로 확인하였다. 이 입자에 대해 1932년 영국의 채드윅이 전하를 띄지 않는 중성입자임을 실험으로 증명하고, 중성자라 명명하였다. 이후 과학자들은 중성자를 핵에 충돌시키는 다양한 실험들을 수행하게 되었다.
그런 과학자들 중 독일의 프리츠 슈트라스만과 오토 한은 1938년에 중성자를 우라늄에 충돌시키면 우라늄보다 가벼운 원소 2개가 만들어지며, 그 과정에서 막대한 양의 에너지가 방출됨을 관측하였다. 이 현상에 대해 영국의 프리슈와 스웨덴의 마이트너는 중성자에 의해 우라늄이 쪼개지는 현상, 즉 핵분열 현상이라 설명하였다.
핵분열을 통해 엄청난 양의 에너지가 방출됨을 알게 되자, 원자력을 무기로 활용하려는 계획이 각국에서 추진된다. 제일 먼저 독일은 1939년에 향후 전쟁에서 사용할 핵무기 제작을 위해 핵에너지 프로젝트(일명 우라늄클럽)에 착수한다. 하지만 착수한 지 몇 달 후 제2차세계대전이 발발하며 대부분의 과학자들이 징집되면서 프로젝트는 사실상 중지되고 만다. 다만 미국에서만 물리학자 닐이 우라늄광석에서 우라늄-235를 분리해 내는 등 핵실험에 대한 연구를 활발하게 진행할 수 있었다.
1940년 미국의 맥밀란과 시보그는 우라늄-238이 중성자를 흡수하면 새로운 핵분열 물질로 변환된다는 것을 알고, 이 물질을 플루토늄이라고 명명하였다. 이 발견은 미국의 핵무기개발 계획인 맨해튼 프로젝트에 큰 영향을 주었다. 미국은 정부 주도하에 1942년부터 1946년까지 프로젝트를 진행하며 약 13만 명의 인력을 동원해 우라늄-235와 플루토늄을 이용한 핵무기를 개발하는 데 성공했다. 그리고 실험용을 제외한 두 개의 핵무기를 일본의 히로시마와 나가사키에 투하했다.
이로써 제2차세계대전은 종료되었지만 핵무기의 참상을 목격한 각국의 정치인과 과학자들은 원자력을 평화적으로 이용하자는 운동을 전개하고, 1953년 12월 8일 UN총회 연설에서 당시 미국 대통령인 아이젠하워가 ‘원자력의 평화적 이용’을 선언하며 국제원자력기구(IAEA)의 창설을 제안한다. 원자력이 군사용 무기가 아닌 평화적인 목적으로 발전에 활용되는 계기였다. 그 후 1957년 IAEA가 정식으로 출범하였고, 핵무기 개발 경쟁의 주도국들 중 구소련이 1954년 세계 최초로 흑연감속로를 개발하고, 이어서 1956년 영국이 기체냉각로를, 1957년 미국이 가압경수로를 개발하면서 평화적인 원자력시대의 막이 열리게 되었다.

### 기원
20세기 초 아인슈타인의 질량-에너지 등가원리에 의해 라듐같은 방사성 원소에서 대량의 에너지를 얻을 수 있다는 사실을 알게 된 이후로 원자력으로 전기를 얻으려는 노력이 시작되었다. 하지만 방사성이 강한 원소는 짧은 시간동안만 존재하기 때문에 그 이용이 어려웠다. 초기 핵물리학자인 어니스트 러더퍼드등의 경우 원자력 발전은 허튼소리라고 할 정도였다. 그러나 1930년대 핵분열이 발견된 이후 상황은 바뀌었다.
1932년, 제임스 채드윅이 중성자를 발견하였고 이후 1934년 프레데리크와 이레네 졸리오 퀴리가 여러 물질에 중성자를 가하면서 유도 방사능(induced radioactivity)을 발견했다. 이로써 자연 상태의 라듐을 얻는 것보다 훨씬 싼 가격으로 라듐같은 방사성 물질을 얻을 수 있게 되었다. 1930년대 페르미는 저속중성자(slow neutron)를 이용하여 유도 방사능의 효율을 올리는 연구를 하였다. 또한 우라늄에 중성자를 가하여 그가 헤스페륨(Hesperium)이라고 이름붙인 물질을 발견했다고 발표했다.

### 시작-전쟁과 맞물렸던 원자력 이용의 시작
1938년 독일의 과학자 프리츠 슈트라스만과 오토 한이 핵분열 에너지를 발견하고 1942년 미국의 페르미가 핵분열 연쇄반응을 발견하던 당시, 전 세계는 온통 전쟁의 소용돌이에 휘말려 있었다. 핵무기를 가장 먼저 개발하기 시작한 나라는 독일이었다. 1939년 4월에 독일은 향후 전쟁에 사용할 핵무기를 만들기 위해 우라늄클럽이라는 핵에너지 프로젝트를 시작하였고, 이 프로젝트에는 하이젠베르크, 보테, 한 등 당시 독일의 저명한 과학자들이 참가하고 있었다.
그 해 9월 독일의 폴란드 침공으로 제2차세계대전이 발발하면서 과학자들이 징집되어 프로젝트는 잠시 중단되었으나, 전쟁 시작 후 재개되어 원자로 우라늄 동위원소 분리 등의 연구가 시행되었다. 하지만 독일정부는 핵무기의 효용성이 떨어진다고 판단하면서, 1942년쯤 핵무기 프로젝트는 군사 분야에서 연구 분야로 넘어갔고, 핵분열을 연구하는 과학자들도 점차 줄어들었다. 하지만 이러한 독일의 핵무기 개발노력은 영국이나 프랑스 등을 긴장하게 만들었다.
미국 또한 유럽 각국과 마찬가지로 핵분열 물질에 대한 연구가 활발히 진행되고 있었고, 1940년 닐이 천연우라늄에서 우라늄-235를 분리해내는 데 성공했다. 같은 해에 맥밀란과 시보그가 우라늄-238에 중성자를 충돌시켜 새로운 핵분열 물질인 플루토늄을 발견하였다. 그러는 와중에 독일의 침공 소식에 자극을 받은 헝가리의 과학자 실라르드가 독일 과학자 아인슈타인을 통해 미국의 루즈벨트 대통령에게 전달한 편지(실제 편지 작성은 대부분 실라르드 레오와 에드워드 텔러, 유진 위그너가 했고 아인슈타인은 서명만 함)가 계기가 되어, 1942년 맨해튼 프로젝트가 시작되었다. 이 프로젝트에는 독일의 나치정부를 피해 미국에 와 있던 유럽의 과학자들과 동맹국인 영국과 캐나다의 과학자들이 참여하게 된다. 노벨상 수상자들까지 포함된 맨해튼 프로젝트팀은 뉴멕시코주 로스앨러모스에 급조된 연구실에서 독일보다 먼저 원자폭탄을 만들기 위해 머리를 맞댔다. 오펜하이머가 프로젝트 전체를 이끌었으며 미국 전역에서 연구가 진행되었다.
연구는 먼저 천연우라늄으로부터 우라늄-235의 분리 연구와 우라늄-235의 농축 연구가 수자원이 풍부했던 오크리지에서 진행되었다. 우라늄-235와 우라늄-238은 화학적으로 성질이 동일하므로 미세한 질량 차이를 이용해 물리적으로 두 동위원소를 분리하여 우라늄-235를 농축하였다. 또한 맥밀란과 시보그가 발견한 또 다른 핵분열 물질인 플루토늄을 생산하는 작업이 핸포드에 있는 원자로에서 이루어졌다.
이렇게 우라늄-235와 플루토늄을 바탕으로 원자폭탄 3개가 완성되었고, 그 중에서 플루토늄 원자폭탄 하나를 이용해 1945년 뉴멕시코주의 앨러모고도에서 폭발실험이 진행되었다. 이것이 세계 최초의 원자폭탄 실험인 '트리니티 실험'이다. 이 실험을 통해 핵무기의 엄청난 위력이 확인되었고, 1945년 8월 6일과 9일 일본의 히로시마와 나가사키에 각각 우라늄 폭탄과 플루토늄 폭탄이 투하됨으로써 제2차세계대전이 막을 내린다.

### 이용-원자력의 평화적 이용
1945년 일본에 투하된 원자폭탄은 제2차세계대전을 종결시켰지만 수십만 명의 민간인 피해자를 만들었다. 당시 미국의 맨해튼 프로젝트에 참가했던 과학자들은 1945년 알라모고도에서 실험한 원자폭탄의 위력을 실감하고, 실라르드 레오 등 70명이 넘는 과학자들이 핵무기 사용에 반대하는 탄원서를 트루먼 대통령에게 제출한 바 있었다. 하지만 탄원서는 대통령에게 전달조차 되지 않았고, 서둘러 전쟁을 끝내기 위해 원자폭탄이 일본에 투하되었다. 전쟁 후에는 구소련, 영국, 프랑스, 중국, 인도, 파키스탄, 이스라엘 등이 경쟁적으로 핵무기 개발에 뛰어들어 성공을 거둔다. 이어서 원자폭탄보다 수십 배는 더 강력한 수소폭탄이 1954년과 1961년에 각각 미국과 구소련에서 개발된다.
이러한 핵무기 개발 경쟁은 1953년 미국의 아이젠하워 대통령이 UN총회에서 ‘평화를 위한 원자력(Atoms for Peace)’을 제안하면서 전환기를 맞게 된다. 이 연설을 계기로 국제연합은 1957년 국제원자력기구(IAEA)라는 독립기구를 설치하고, 원자력의 평화적 이용을 위한 시대를 맞게 되었다. 사실 세계 최초의 원자로(미국의 시카고대학교 실험실에서 만들어졌으며 이름은 CP(Chicago Pile)임)는 이미 1942년에 미국의 과학자 페르미에 의해 개발되어 있었지만, 핵무기 보유국들이 전기를 생산하는 원자로 개발에 힘을 쏟기 시작한 것은 1953년 유엔총회를 기점으로 해서이다. 그리고 그때까지 정부 주도하에 개발되던 원자력이 민간시장에 개방된다. 농축우라늄을 자신들이 독점적으로 공급한다는 조건을 앞세워 먼저 미국의 제너럴일렉트릭(General Electric)사와 웨스팅하우스(Westing House)사가 낮은 발전 단가를 내세우며 미국형 가압경수로를 세계로 수출하기 시작한다.
1951년 미국 아이다호주에서 실험용원자로 EBR-1을 이용한 세계 최초의 원자력발전이 시작되었고, 1954년 구소련의 오브닌스크 원자력발전소도 원자력발전을 개시했다. 뒤를 이어 1956년 영국의 콜더홀 발전소가 상업용 원자력발전을 시작했고, 1957년에는 미국이 원자력잠수함에 적용하던 원자력발전 기술을 개량해 가압경수로 방식의 시핑포트 원자력발전소를 건설해 상업 발전을 시작하였다. 이 시기에 지어진 원자력발전소를 1세대 발전소라고 한다.
원자력의 평화적 이용이 확대되고 상업용 발전이 상용화하면서 원자력발전에 대한 경제성과 안전성에 대한 요구가 점차 높아졌고, 1970년대부터 비등경수로, 가압중수로 방식 등의 2세대 발전소가 등장한다.
1990년대에 들어서면서 경제성과 안전성을 더욱 향상시킨 3세대 발전소가 등장하였다. 대한민국은 1971년 미국의 웨스팅하우스사로부터 가압경수로를 도입하여 원자력발전을 시작하는데, 이를 개량하여 2011년부터 가동하기 시작한 OPR-1000(한국표준원전, KSNP(Korea Standard Nuclear Power Plant))도 3세대 발전소에 해당한다. 현재 3세대+ 발전소가 개발되어 있으며, 세계 각국은 지속성, 안전성, 경제성, 핵비확산성을 획기적으로 발전시킨 4세대 발전소를 개발 중에 있다.

### 이용-원자력 잠수함과 항공모함
원자력 잠수함(nuclear submarine)이란 원자력에너지(핵분열)를 동력원으로 사용해 움직이도록 개발된 잠수함이다. 미국 해군에서 최초로 개발에 성공했으며, 원자력에너지의 이용 범위에 따라 동력장치에만 사용하는 대함공격용 원자력잠수함과 핵무기를 탑재하고 적의 깊숙한 영토나 시설을 공격하는 전략용 원자력잠수함으로 나뉜다.
원자력 잠수함은 원자력 활용의 측면에서 평화적인 목적의 원자력발전소보다 먼저 개발되었다. 기존의 재래식 잠수함은 석탄이나 축전지 등을 동력원으로 사용하므로 잠수시간에 제한이 있었고 느린 속력 문제 등의 제약이 컸다. 이러한 단점을 보완한 원자력 잠수함은 맨해튼 프로젝트에도 참여했던 미국의 해군장교 하이먼 리코버에 의해 개발되었다.
당시 리코버는 원자력에너지와 잠수함을 결합시켜 기존 잠수함이 가지고 있던 단점을 해결하고자 했다. 일본의 항복으로 제2차세계대전이 종료되었지만, 리코버는 원자력 잠수함 개발에 매진한다. 하지만 맨해튼 프로젝트에 참여한 과학자들이 주를 이뤘던 핵에너지운영위원회에서는 리코버의 제안에 부정적인 입장을 취했다.
당시에는 원자력에너지를 잠수함에 적용하려면, 페르미가 개발한 크기가 대형 빌딩과 맞먹는 '시카고 파일(Chicago Pile)'이라는 원자력발전소를 잠수함 내부에 설치해야 했다. 하지만 리코버는 포기하지 않고 우라늄 농축을 통해 이 문제를 해결할 수 있다고 주장하며, 결과적으로 세계 최초의 원자력 잠수함인 노틸러스호를 성공적으로 건조해 냈다. 리코버는 나중에 노틸러스호의 원자력엔진을 개량한 쉬핑포트 원자력발전소의 건설에도 참여했다.
한편, 미국은 세계최초의 원자력 항공모함(핵항모)인 엔터프라이즈호도 건조하여 1961년에 실전 배치를 마쳤다. 원자력 항공모함 또한 원자력잠수함과 마찬가지로 동력원으로 원자력에너지를 이용한다. 재래식 항공모함과 달리 연료의 재공급이 필요없기 때문에, 기존 항공모함처럼 연료를 공급 받는 동안 한 방향으로 느리게 움직일 때 나타나는 방어취약성이 없어졌고, 항해능력 또한 크게 향상되었다. 특히 연료를 보관하는 공간이 필요없어서 더 많은 무기와 비행기를 탑재할 수 있게 되었다.

## 원리
1896년 프랑스 과학자 베크렐이 방사선 현상을 처음 발견한 이후 퀴리 부부 등에 의해 자연계 원소들 중에는 이처럼 방사선을 방출하는 물질들이 다수 있음이 확인되었다. 또한 1905년 독일 과학자 아인슈타인에 의해 발표된 특수상대성이론에서 물질의 질량과 에너지 간에는 변환이 가능하다는 이론적 근거가 제시되고, 이후 여러 과학자들에 의해 원자핵의 구조가 상세히 밝혀지면서, 원자핵 내부의 질량 변화와 방사선에너지 방출의 관계가 증명되었다.
원자핵에 작용하는 힘은 크게 핵력과 전기력으로 구분된다. 핵력은 양성자나 중성자 같은 핵자들 사이에서 작용하는 결합력이고, 전기력은 양전하와 음전하 사이에 작용하는 결합력과 반발력이다. 일반적으로 안정한 상태의 원자핵은 핵력과 전기력이 균형을 이루고 있다.
이렇게 안정한 상태의 원자핵에 중성자를 충돌시키면, 원자핵은 길쭉한 타원 형태로 변형이 일어난다. 그 결과 핵력과 전기력 사이의 균형이 깨지면서 원자핵은 비슷한 질량을 가진 두 개의 원자핵으로 쪼개진다. 이러한 현상을 '핵분열'이라고 한다. 핵분열은 대체로 우라늄같이 무거운 원소의 원자핵들에서 쉽게 일어나는데, 이러한 물질을 '방사성원소'라고 한다.
방사성원소의 원자핵은 일단 분열을 시작하면, 그 과정에서 막대한 에너지와 함께 2~3개의 중성자를 재방출하는데, 이들 중성자가 주변의 방사성원소 원자핵들과 다시 충돌하며 연쇄적으로 핵분열을 일으킨다.
핵분열 시 방출되는 에너지는 아인슈타인의 질량-에너지 등가원리({\displaystyle E=mc^{2}})에 따라 핵분열 전후의 원자핵 내부에서 일어나는 잘량변화에 의해 계산이 가능하다. 이렇게 계산된 에너지가 바로 핵분열에너지다. 실제로 1개의 우라늄-235 원자핵이 중성자를 흡수하면 핵분열 생성물(각종 방사성폐기물 포함)과 함께 평균 2.4개의 중성자를 재방출하며, 약 20만 KeV라는 엄청난 에너지를 방출한다.
무거운 원소의 원자핵들이 핵분열을 일으키는 것과는 달리 가벼운 원소의 원자핵들은 '핵융합' 반응을 통해 에너지를 생성한다. 태양과 별들이 스스로 빛을 내는 원리가 바로 핵융합 반응이다. 중수소(중성자수 1), 삼중수소(중성자수 2), 리튬 같은 가벼운 원소들의 경우, 원자핵 2개를 핵력이라는 거대한 힘으로 충돌시키면 새로운 하나의 원자핵으로 융합이 일어나면서 엄청난 에너지가 발생된다. 같은 질량의 원자핵을 반응시킨다면 핵융합이 핵분열에 비해 훨씬 많은 에너지를 방출한다. 이러한 핵융합에너지를 활용한 발전방식은 고준위 방사성폐기물도 발생하지 않으며 폭발 위험도 거의 없다. 물론 화석연료를 이용한 발전에서 나타나는 탄소가스 같은 폐기물도 생성되지 않는다. 하지만 태양과 비슷한 수준으로 높은 열과 압력을 가진 플라즈마 상태를 만들어야 하며, 그 상태를 안전하게 유지할 수 있는 장치나 시설을 만드는 문제를 해결해야 한다.
자연계의 모든 물질의 원자핵은 각자 안정상태 유지에 필요한 일정한 에너지를 가지고 있으며, 이보다 많은 에너지를 가지게 되면 불안정해진다. 불안정한 원자핵은 더 안정된 상태로 가기 위해 과도한 에너지를 방출하는데, 이 현상을 '방사성 붕괴'라고 한다. 방사성 붕괴에는 알파붕괴, 베타붕괴, 감마붕괴가 있으며, 베타붕괴는 다시 베타플러스 붕괴와 베타마이너스 붕괴로 나뉜다.

## 같이 보기
- 원자력 전지
- 핵무기 논쟁